# Korozija
Korozija (srednjovj. lat. corrosio, od lat. corrodere: nagrizati) je trošenje konstrukcijskih materijala hemijskim delovanjem fluida (gasova ili tečnosti). Korozija razara metale i neorganske nemetale (npr. beton), a učestvuje i u oštećivanju (degradaciji) organskih materijala (polimernih materijala, drva). U geologiji je korozija opšti naziv za hemijsko trošenje stena.
Korozija (rđa) je fizičko-hemijski proces oksidacije gvožđa. Pod običnim uslovima se odvija pod uticajem kiseonika, vodene pare, ugljen-dioksida. Za razliku od gvožđa neki metali kao aluminijum, kalaj, se prevlače kompaktnim slojem oksida koji štiti metal od korozije.
U tehnici valja razlikovati hemijsku i elektrohemijsku koroziju. Hemijskoj koroziji podložni su metali i provodljivi nemetali (na primer grafit) u neelektrolitima, to jest u suvim plinovima i u neprovodnim tečnostima (na primer u mazivim uljima), te neprovodni nemetali (beton, keramika, staklo, kamen, polimerni materijali, drvo) u plinovima i tečnostima. Elektrohemijskoj koroziji podležu metali i provodljivi nemetali u elektrolitima, to jest u vodi i vodenim rastvorima, u vlažnom tlu, u rastopima soli i hidroksida, te u vodi koja potiče iz vlažnog vazduha ili drugih gasova u obliku filma ili kapljica.
Korozija se u tehnici često javlja istodobno ili uzastopno s mehaničkim oblicima smanjivanja upotrebne vrednosti metalnih predmeta. Postoje dve grupe takvih pojava. U prvoj grupi, kao i prilikom korozije, metal gubi masu (abrazija i erozija, to jest trošenje metala trenjem zbog relativnog kretanja prema čvrstim ili fluidnim materijama). To se događa, na primer u cilindrima motora s unutrašnjim sagorevanjem, u cevovodima i pumpama. U drugoj grupi tih pojava masa materijala se ne smanjuje, ali mu se pogoršavaju svojstva ili menja oblik. Tako prilikom zamora opada čvrstoća metala pod uticajem dinamičkih naprezanja, a puzanjem nastaje trajna deformacija metala dugotrajnim delovanjem naprezanja. Zamor nastaje na primer, na delovima vozila i na mašinama koji rade periodični, a puzanje u konstrukcijama koje su na povišenim temperaturama izložene mehaničkom opterećenju.
Korozija uzrokuje goleme materijalne štete, a često i nesreće s katastrofalnim posledicama. Zaštita od korozije sprovodi se nanošenjem prevlaka (bojenje) i promenom okolnosti. Nanošenje metalnih prevlaka (metalizacija) obuhvata uranjanje u rastop (na primer u rastop cinka ili vruće pocinkavanje), vruće prskanje (šopiranje), platiranje, navarivanje, difuzijsku metalizaciju, naparivanje, galvanizaciju ili elektroplatiranje, hemijsku redukciju i tako dalje. Neorganske nemetalne prevlake postižu se emajliranjem, oksidacijom, na primer bruniranjem čelika i anodizacijom ili eloksiranjem aluminijuma (anodna oksidacija), zatim fosfatiranjem, hromatiranjem, platiniranjem i slično, dok se organske prevlake nanose premazivanjem bojama i lakovima, plastifikacijom, gumiranjem, bitumenizacijom, omatanjem folijama i drugo.

## Ekonomsko značenje korozije
Korozija smanjuje masu metala i njegovu upotrebnu vrednost u obliku sirovine, poluproizvoda ili proizvoda. Budući da su svi metali u određenim okolnostima podložni koroziji, nastaju u privredi znatni gubici. Korozija skraćuje vek trajanja industrijske i druge opreme i proizvoda, poskupljuje njihovo održavanje, uzrokuje zastoje u radu, nesreće i nezgode, te smanjuje proizvodne učinke korodirane i s njom povezane opreme. Korozija u elektrani može uzrokovati prekid opskrbe energijom u čitavom industrijskom području. Korozija u rudniku ili na avionu čest je uzrok nesreće. U hemijskoj i prehrambenoj industriji korozija kvari proizvode, a pri nesrećama uzrokuje gubitak proizvoda, požare i eksplozije. Gubici metala korozijom u metaloprerađivačkoj industriji nastaju pretvaranjem u rđu pri toplotnoj obradi i otapanjem pri kiselinskom nagrizanju. Korozija znatno smanjuje vrednost metalnog otpada. Korozija i abrazija u motorima s unutarnjim izgaranjem povećavaju potrošnju goriva i maziva, i smanjuju snagu. Debljine zidova različitih cevi i posuda moraju se zbog korozije u konstrukciji povećati. Neznatnom promenom mera ili povišenjem hrapavosti površine zbog korozije postaju neupotrebljivi delovi preciznih mehanizama, elektronički delovi i instrumenti. Korozija često otupljuje oštricu reznog alata, kao na primer noža struga ili žileta. Zbog korozije poljoprivrednih mašina može kasniti setva ili žetva. Proizvodi korozije, kao na primer rđa, začepljuju cevi u različitim postrojenjima. U prevozu korozija može uništiti nove proizvode i pre nego što stignu na mesto upotrebe. Korozija nekoliko grama čelika na dugačkom cevovodu često uzrokuje isticanje znatnih količina dragocenih fluida (na primer nafte, gasa, vode), a i prekid proizvodnje u industriji koju cevovod opskrbljuje sirovinom. Zbog korozije postaju neupotrebljive mnogo veće količine metala od onih koje su korodirale, i to u obliku gotovih konstrukcija, a te su zbog uložene energije i radnog vremena često mnogo skuplje od materijala.
Privredno značenje korozije raste s industrijalizacijom i mehanizacijom ekonomije, jer se primenjuje sve veća količina metala pod sve težim uslovima (visoke temperature, pritisci i naprezanja, agresivne hemikalije, zagađena atmosfera, voda i tlo). Uz to osiromašuje rezerve metala u rudama, a u novim granama tehnike (elektronika, nuklearna energetika i slično) naglo raste primena skupih metala osetljivih na koroziju. Istodobno se ipak razvija i antikorozivna tehnologija, ali njena primena zaostaje za mogućnostima. Stoga se ukupni korozijski gubici povećavaju, premda se u njima smanjuje udeo neizbežnih gubitaka. Iskustvo govori da se pametnom primenom savremenih zaštitnih metoda na svaku uloženu sumu može ostvariti ušteda. Vrlo je teško izračunati korozijske gubitke u nekoj privrednoj grani ili državi. Procenjuje se da se u industrijski razvijenim zemljama zbog korozije godišnje potroši preko 100 američkih dolara po stanovniku. Premda se veći deo tog materijala ponovno iskoristi u metalurškim postrojenjima, ipak se smatra da oko 8% ugrađenog željeza zbog korozije nepovratno izgubi. Iz navedenih procena očito proizlazi da je korozija jedan od važnih činioca svetske krize materijala i energije.

## Vrste korozija
Korozija se razlikuje i prema obliku i mestu razaranja materijala. Opšta korozija zahvata celu površinu materijala (na primer rđanje ugljeničnog čelika u vodi i u vazduhu), mestimična (lokalna) napada samo delove površine (na primer jamičasta korozija ili piting nerđajućega čelika u nekim hloridnim rastvaračima), interkristalna (intergranularna) prodire u materijal uzduž granica između zrna (na primer razaranje nekih nerđajućih čelika u kiselim rastvorima), a selektivna (izborna) napada samo stanovitu fazu ili komponentu složenog materijala (na primer decinkacija mesinga u vodi). Mogu se spomenuti i korozijske pojave koje se očituju uz istodobne štetne uticaje mehaničke, biološke ili druge naravi. Takva je na primer napetosna korozija, uz statička naprezanja materijala, i mikrobna korozija, koja se odvija uz delovanje bakterija (česta na čeliku u tlu).

### Hemijska korozija
Hemijska korozija najčešće je oksidacija metala spajanjem s kiseonikom pri izlaganju suvim gasovima koji sadrže kiseonik ili njegova jedinjenja (na primer ugljen dioksid), i to pre svega u vrućem vazduhu ili u gasovima izgaranja. Proizvod takve korozije je oksid, koji formira sloj na metalu ili se od njega odvaja. U prvom slučaju, koji je češći, s povećanjem debljine sloja oksidacija teče sve sporije, a u drugom se nastavlja neometano. Prema toj je koroziji jedan od najotpornijih metala čelik visokolegiran hromom i aluminijumom, a najlošiji su magnezijum i njegove legure.

### Elektrohemijska korozija
Elektrohemijsku koroziju uzrokuje delovanje korozijskih galvanskih članaka nastalih na površini metala izloženoj elektrolitu. Neplemenitiji delovi površine pritom su anode, na kojima se metal troši jonizacijom, rastvaranjem u elektrolitu uz istodobno oslobađanje viška elektrona (elektrohemijska oksidacija), koji kroz metal putuju prema plemenitijim delovima površine, katodama, gde se vežu s oksidansima (takozvanim depolarizatorima) iz okoline (elektrohemijska redukcija). U vodenim elektrolitima najčešći su oksidansi rastvoreni kiseonik i vodonikovi katjoni. Na te primarne reakcije na elektrodama korozijskog članka obično se nadovezuju sekundarne reakcije, koje često daju čvrste produkte, među kojima je najpoznatija rđa, smesa hidratiranih željeznih oksida. Neki čvrsti produkti (na primer patina na bakru i njegovim legurama), za razliku od rđe, koče koroziju.

### Posebne korozijske pojave
Posebne korozijske pojave javljaju se istodobno s delovanjem mehaničkih, bioloških i električnih uticaja. Uz statička naprezanja nastaje napetosna korozija (eng. stress corrosion), a uz dinamička naprezanja korozijski zamor (енгл. corrosion fatique). Uz eroziju ili uz kavitaciju nastaje erozijska korozija, odnosno kavitacijska korozija. Tarna korozija (енгл. fretting corrosion) pojavljuje se na dodirnim površinama dva dela koji su u upotrebi izloženi smicanju, i to najčešće uz vibracije. Biološka korozija ili biokorozija nastaje uz delovanje metabolizma živih bića na proces (na primer korozija u tlu u prisutnosti anaerobnih bakterija). Posebnu vrstu korozije uzrokuju lutajuće struje u tlu i u vodi.
Prema geometriji, to jest prema obliku razaranja metalnog profila korozija može biti opšta, lokalna, selektivna i interkristalna. Opšta korozija zahvata čitavu izloženu površinu metala, a može biti ravnomerna ili neravnomerna. Mikroskopski gledano nije ni ravnomerna korozija svuda jednako brza, pa obično uzrokuje ogrubljivanje glatke metalne površine. Ipak je takva korozija u praksi najmanje opasna jer se lako može pratiti proces i predvideti kad je neophodno metalni predmet zameniti novim. Opasnija je, naravno, neravnomerna opšta korozija. Lokalna korozija može biti pegasta (školjkasta), to jest ograničena na pojedine veće delove metalne površine, ili tačkasta (jamičasta), to je usko lokalizovana na žarišta približno kružnog preseka, pri čemu je dubina korozijskog oštećenja nekoliko puta veća od početnog promera. Razume se da je pegasta korozija, a pogotovo tačkasta korozija, mnogo opasnija od opšte korozije, jer je korozijski proces teže kontrolisati. Stoga su moguće nesreće, osobito u mehanički opterećenim konstrukcijama. Tačkasta korozija često se naziva pitting (od eng. pitting: stvaranje udubljenja). Ova se katkad širi ispod površine metala (potpovršinska korozija), pri čemu konačno nastaje korozijsko mehuranje ili raslojavanje. Poseban oblik pjegaste i tačkaste korozije javlja se na dodiru (kontaktu) dva elemenata u elektrolitu. Ako su ti elementi različiti metali, nastaje galvanska kontaktna korozija neplemenitijeg metala, a ako se radi o dva elementa istog metala, odnosno od metala ili nemetala, pojavljuje se pukotinska kontaktna korozija. Selektivna korozija legura može uništavati jednu fazu višefazne legure (na primer grafitizacija sivog liva), ili jednu komponentu jednofazne legure (na primer decinkacija mesinga).
Interkristalna ili intergranularna korozija širi se uzduž granica metalnog zrna u dubinu. Ta vrsta korozije može dugo ostati nevidljiva, te je najopasnija, pogotovo s obzirom na naglo smanjenje čvrstoće delova. Konačna posledica interkristalne korozije je lom ili čak raspad metala u zrnu. Interkristalne pukotine mogu nastati i kao posledica napetosne korozije, premda se pri tom pukotine šire i transkristalno. U praksi se često istodobno pojavljuju različiti oblici korozije. Tako na primer tačkasta korozija može biti prikrivena opštom korozijom.

## Zaštita od korozije
Promena okolnosti kojom se korozija može izbeći, podrazumeva zamenu medija, na primer vazduha inertnim plinom ili vode mineralnim uljem, deaktivaciju, to jest uklanjanje korozivnih sastojaka, na primer sušenjem vazduha, uklanjanjem kiseonika iz vode odgasivanjem ili deaeracijom, primenu inhibitora korozije, na primer njihovim dodatkom u vodu i u rastvore za grejanje i hlađenje, dodatkom isparljivih inhibitora u ambalažu i kućišta uređaja, promenu elektrodnog potencijala metala u negativnom ili pozitivnom smeru, to jest katodnu ili anodnu zaštitu, na primer podzemnih cevovoda, uređaja procesne tehnike, prekid lutajućih struja i tako dalje.

### Elektrohemijske metode zaštite
Elektrohemijskim metodama zaštite metal se održava ili u pasivnom stanju u području potencijala pasivacije ili u imunom stanju pri potencijalima nižim od ravnotežnih kada ne korodira, s tehnološkog stajališta prihvatljivom brzinom.

### Anodna zaštita
Anodna polarizacija ili kontakt s plemenitijim metalom može osnovni metal prevesti u pasivno stanje. Održavanjem pasivnog sloja osnovni je metal zaštićen od daljnjeg razvoja korozijskog procesa. Tako npr. čelik se može zaštititi u rastvorima sumporne kiseline.

### Katodna zaštita
Katodna zaštita je tehnika zaštite metala od korozije čiji je osnovni princip polarizacija metalne konstrukcije na potencijal kod kojeg proces rastvaranja metala prestaje ili se odvija prihvatljivo malom brzinom. Može se sprovesti na dva načina: pomoću vanjskog izvora i pomoću protektora.
Katodna zaštita se može sprovesti na dva načina:
1. Potencijal metala pomoću vanjskog izvora, povezanog za inertnu elektrodu, održava se na potencijalu nižem od ravnotežnog, tj. pri uslovima kod kojih ne dolazi do njegova rastvaranja.
2. Metal koji se štiti dovede se u kontakt sa metalom nižeg potencijala (protektorom) koji će se u članku vladati kao anoda.

Katodna zaštita je delotvorna jedino ako je materijal između protektora, odnosno inertne protuelektrode, i objekta što se štiti provodan. Katodna zaštita se obično koristi kao sekundarni zaštitni sistem.
Pasivnost je pojava povećane korozijske otpornosti materijala zbog usporavanja anodnog procesa (do nje dolazi u rastvorima  ...)

### Zaštita inhibitorima
Inhibitori su materije koje dodane u korozivnu sredinu smanjuju brzinu korozije do tehnološki prihvatljivih iznosa. Dodaju se povremeno ili kontinuirano u zatvorene ili ponekad u otvorene prostore. Prema hemijskom sastavu inhibitori su neorganska ili organska jedinjenja. Korozijskim inhibitorima smanjuje se korozijska agresivnost okoline.

### Zaštita prevlakama i premazima
Metalne i nemetalne zaštitne prevlake i premazi (farbe) su najčešći oblik zaštite od korozije. Metalne prevlake mogu imati galvansko delovanje ili su otpornije na koroziju od osnovnog materijala pa deluje kao barijera prema uticajima okoline. Nemetalne prevlaku mogu biti oksidi npr. aluminijuma, nerastvorne soli na željezu i čeliku, te keramički i organski premazi.
Komponente zaštitnog premaza su: veziva, rastvarači, pigmenti (daju boju i neprozirnost), punila i ostalo. Razvrstavanje premaza može se provesti prema: broju komponenata, trajnosti, načinu sušenja, generičkim tipovima itd. Premazi mogu biti jednokomponentni ili dvokomponentni. S obzirom na način sušenja premaza mogu se podeliti na: konvertibilne premaze - premazi koji se suše oksidacijom ili polimerizacijom. Nekonvertibilne premaze - premazi koji se suše isparavanjem rastvarača i koji nakon nanošenja ne prolaze kroz neke znatnije hemijske promene.
Prevlakama i premazima razdvaja se konstrukcijski materijal od agresivnog delovanja okoline.

## Literatura
- Jones, Denny (1996). Principles and Prevention of Corrosion (2nd изд.). Upper Saddle River, New Jersey: Prentice Hall. ISBN 978-0-13-359993-0.